# Лесополоса

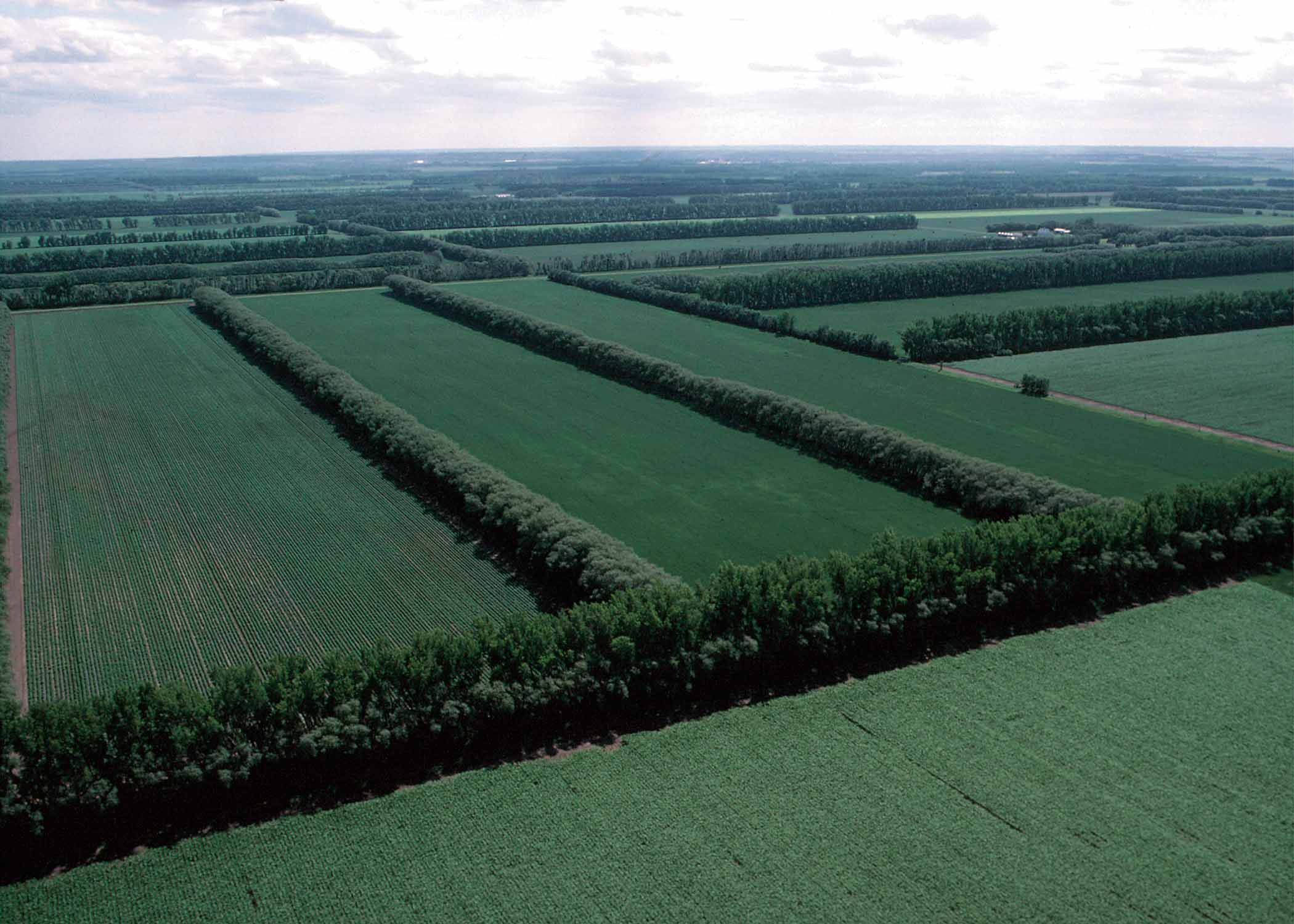
Лесные полосы в Северной Дакоте, США.

Лесны́е по́лосы, или лесозащи́тные полосы — защитные лесные насаждения в виде рядов деревьев и кустарников, создаваемые среди пахотных земель, на пастбищах, в садах, вдоль оросительных и судоходных каналов, железных и автомобильных дорог, по бровкам оврагов, на склонах и т. п.
Лесные полосы создаются для преодоления вредного влияния суховеев на урожай, улучшения водного режима почвы путём задержания снега и уменьшения испарения, для предотвращения эрозии почв и роста оврагов, а также для защиты железных и автомобильных дорог от снежных и песчаных заносов.
Лесные полосы являются частью защитных лесонасаждений, которые используют в степных, лесостепных и полупустынных районах с указанными выше целями, а также для закрепления песков.
В местах применения лесных полос улучшается состояние почвы, повышается насыщенность её кислородом, увеличивается количество гумуса, становится многообразней флора (создаются места для лучшего развития редких видов растений). Лесные полосы привлекают птиц (в деревьях можно укрыться, построить гнёзда, найти много насекомых) и диких животных (создают возможность для их перемещения или сезонной миграции).

## Известные системы лесных полос

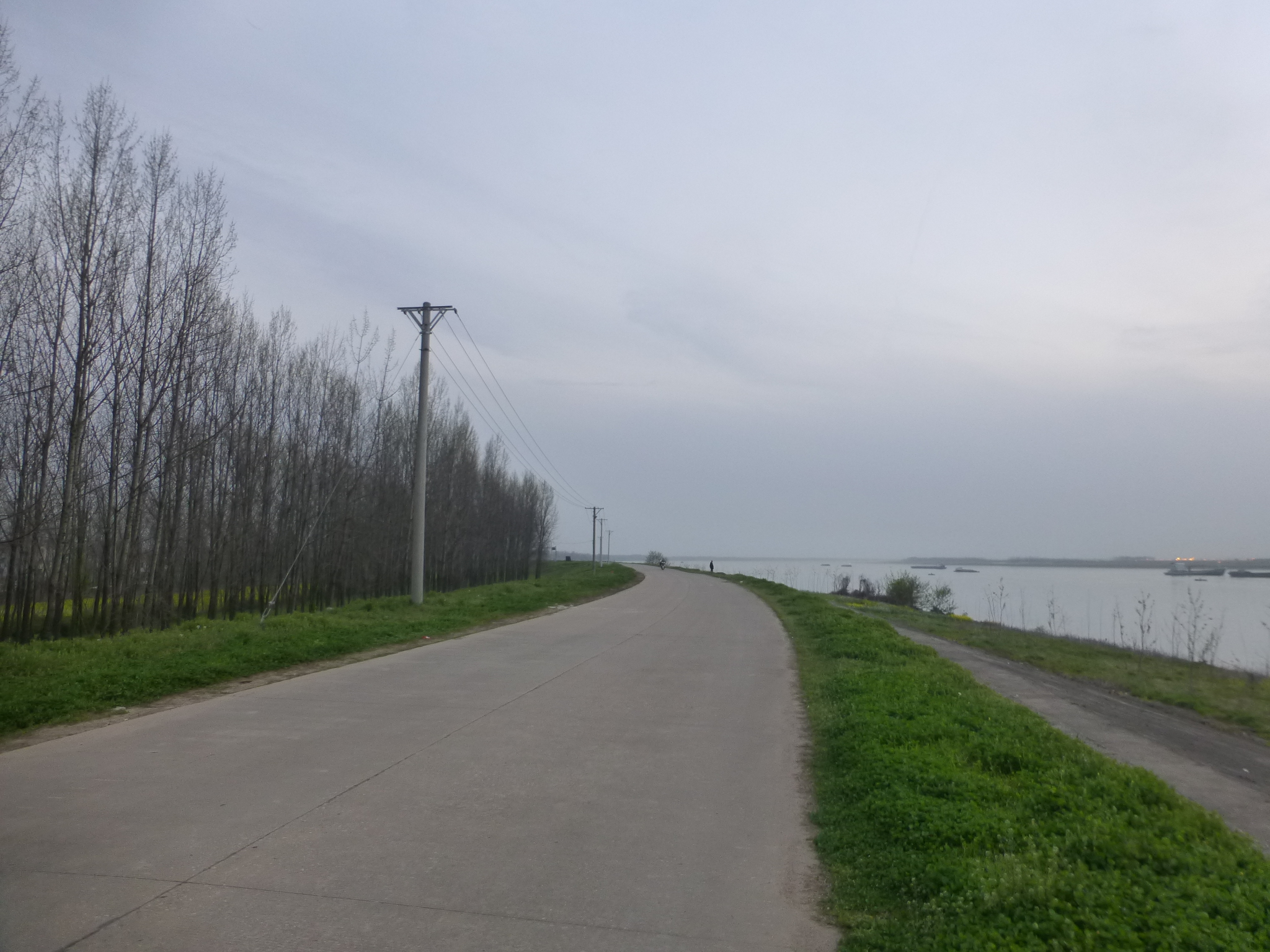
Лесная полоса вдоль реки Янцзы в провинции Хубэй, Китай.

- Лесополоса Генко (Ульяновская область)
- Зелёная китайская стена
- Защитные государственные лесные полосы
- Великоанадольский лес
- Государственная защитная лесополоса Белая Калитва — Пенза
- Ленину 100 лет — система лесополос, выполненная в форме гигантской надписи в Звериноголовском районе Курганской области